# Qarqarçay
Qarqarçay är ett vattendrag i Azerbajdzjan. Det ligger i den centrala delen av landet, 210 km väster om huvudstaden Baku.
Trakten runt Qarqarçay består till största delen av jordbruksmark. Runt Qarqarçay är det ganska tätbefolkat, med 62 invånare per kvadratkilometer.